# Lista dos deputados federais de Santa Catarina - 52ª legislatura (2003 — 2007)
Lista dos deputados federais de Santa Catarina - 52ª legislatura (2003 — 2007). Os 16 deputados federais representantes de Santa Catarina foram eleitos em 6 de outubro de 2002.
| Nº | Deputado                        | Partido | Observação |
| -- | ------------------------------- | ------- | ---------- |
| 1  | Adelor Vieira                   | PMDB    |            |
| 2  | Carlito Merss                   | PT      |            |
| 3  | Edson Bez de Oliveira           | PMDB    |            |
| 4  | Fernando Coruja                 | PDT     |            |
| 5  | Gervásio Silva                  | PFL     |            |
| 6  | Ivan Ranzolin                   | PPB     |            |
| 7  | João Matos                      | PMDB    |            |
| 8  | João Pizolatti                  | PPB     |            |
| 9  | Jorge Boeira                    | PT      |            |
| 10 | Leodegar Tiscoski               | PPB     |            |
| 11 | Luci Choinacki                  | PT      |            |
| 12 | Mauro Passos                    | PT      |            |
| 13 | Paulo Afonso Evangelista Vieira | PMDB    |            |
| 14 | Paulo Bauer                     | PFL     |            |
| 15 | Cláudio Antônio Vignatti        | PT      |            |
| 16 | Odacir Zonta                    | PPB     |            |